# Kąty (Sochaczew)
Kąty [ˈkɔntɨ] est un village polonais de la gmina de Sochaczew dans le powiat de Sochaczew et dans la voïvodie de Mazovie.
Il est situé approximativement à 4 kilomètres au nord-ouest de Sochaczew et à 55 kilomètres à l'ouest de Varsovie.
Le village a une population d'environ 508 habitants (2006).